# 佐々木裕次
佐々木 裕次（ささき ゆうじ、1962年6月3日 - ）は、日本の生物物理学者。東京大学教授。専門は新しい計測手法の構築とその周辺。
北海道札幌西高等学校、東北大学工学部卒業。1991年に東北大学大学院工学研究科博士課程修了、工学博士を取得。日立製作所基礎研究所、高輝度光科学研究センター主任研究員を経て、2008年より東京大学大学院新領域創成科学研究科基盤科学研究系物質系専攻基幹教授。現在、高エネルギープローブを用いた1分子計測法に関する研究を進めている。平成19年第21回日本IBM科学賞受賞。